# St. Aegidius (Köln-Wahn)

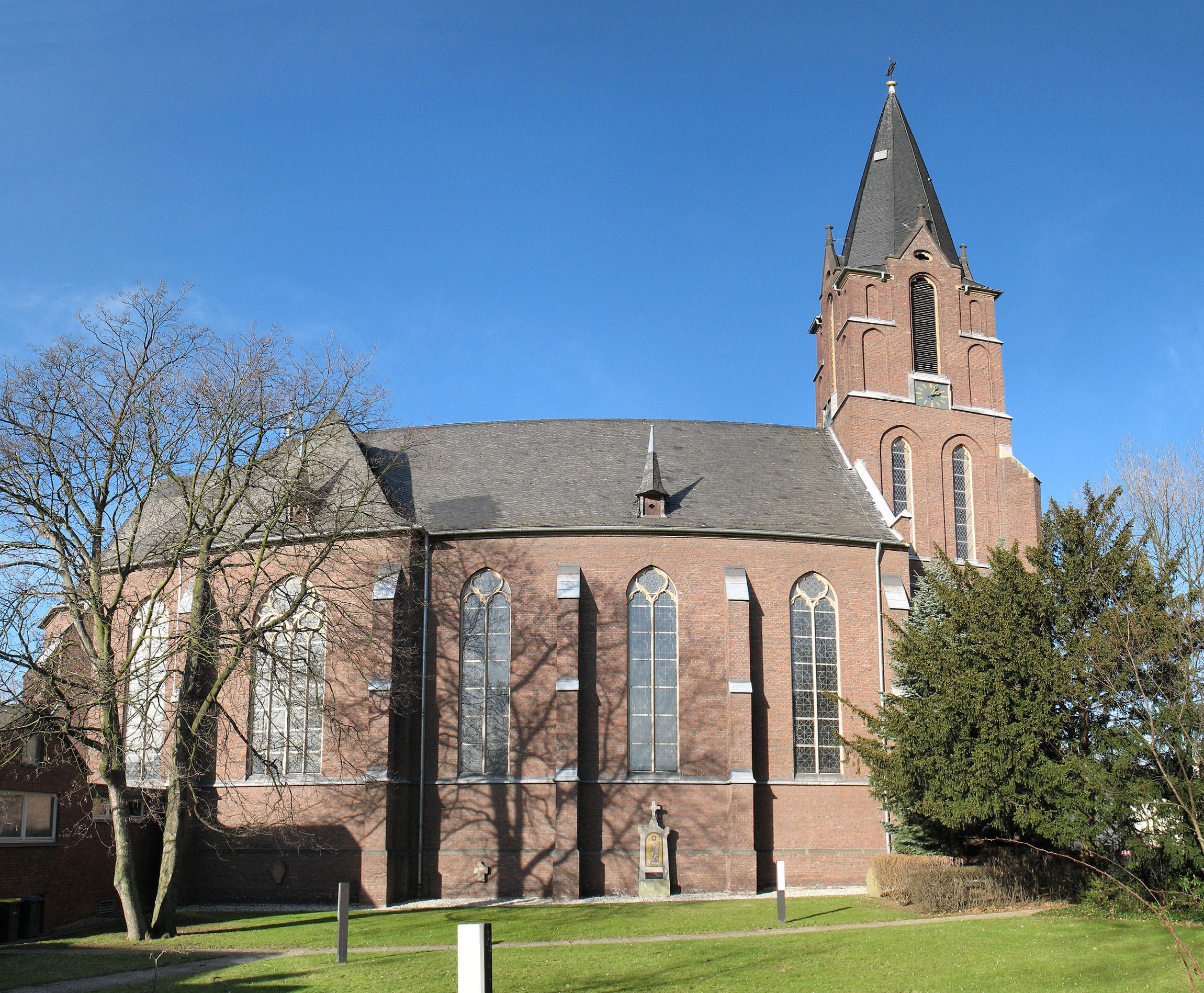
St. Aegidius

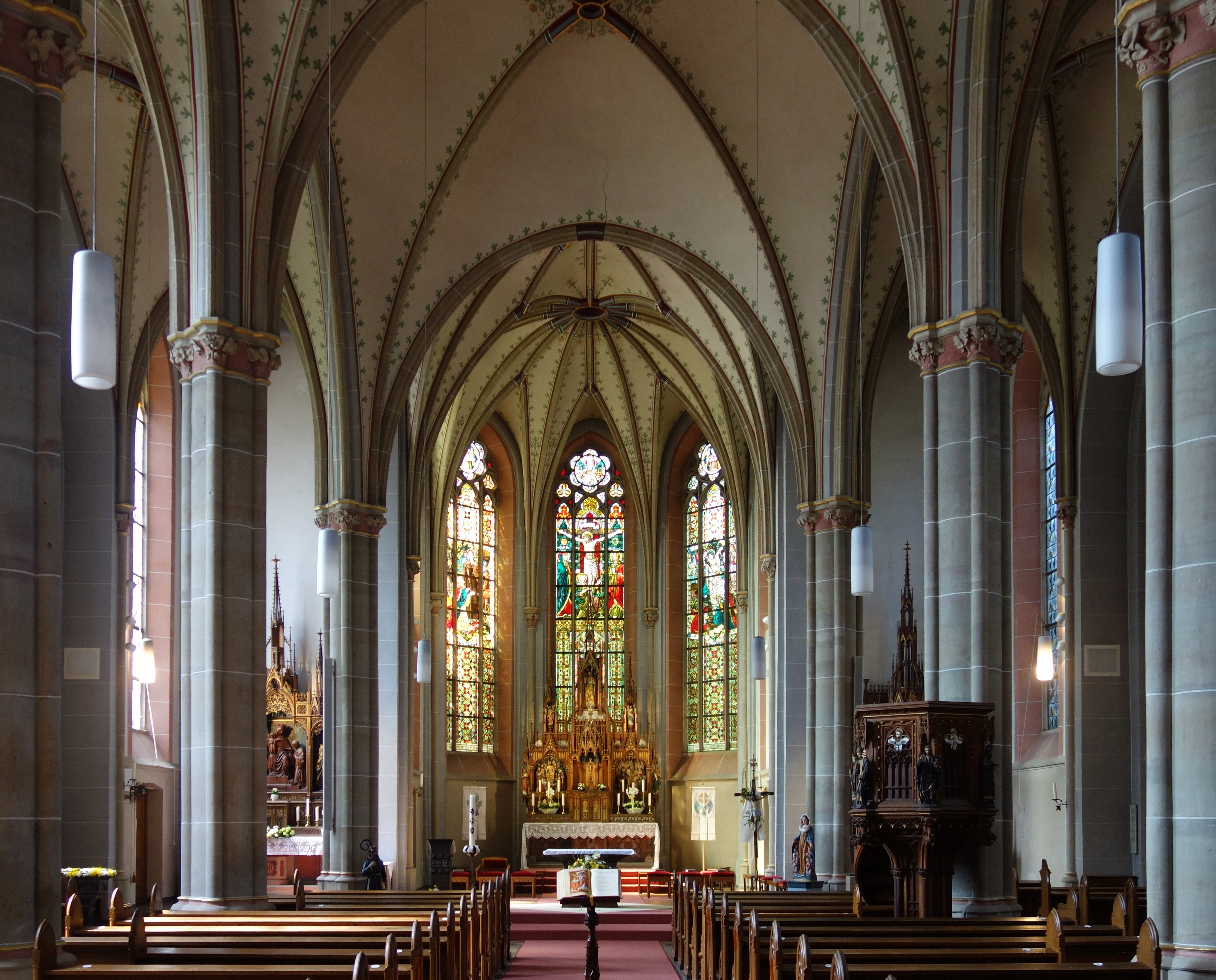
Innenraum

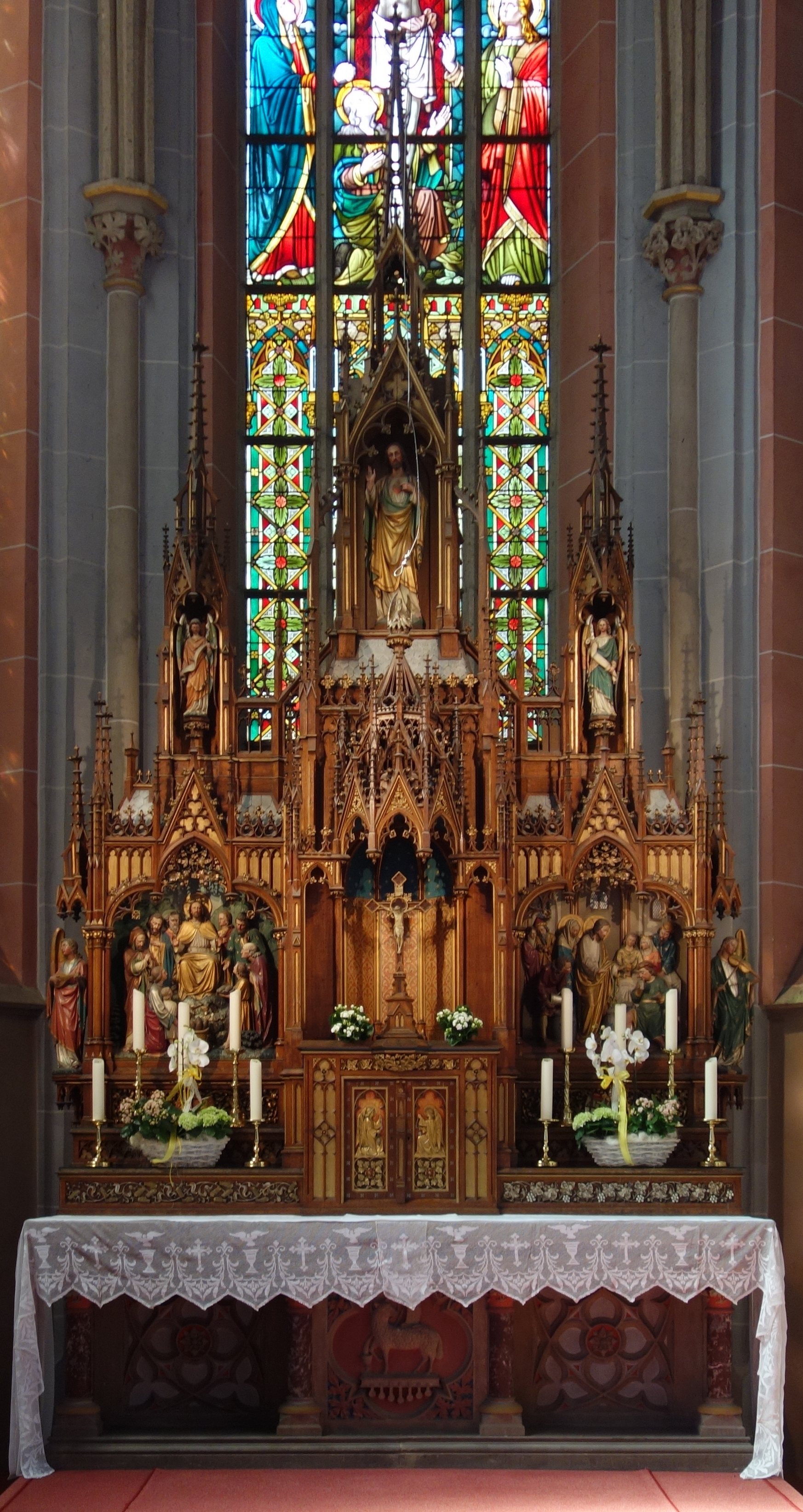
Hochaltar

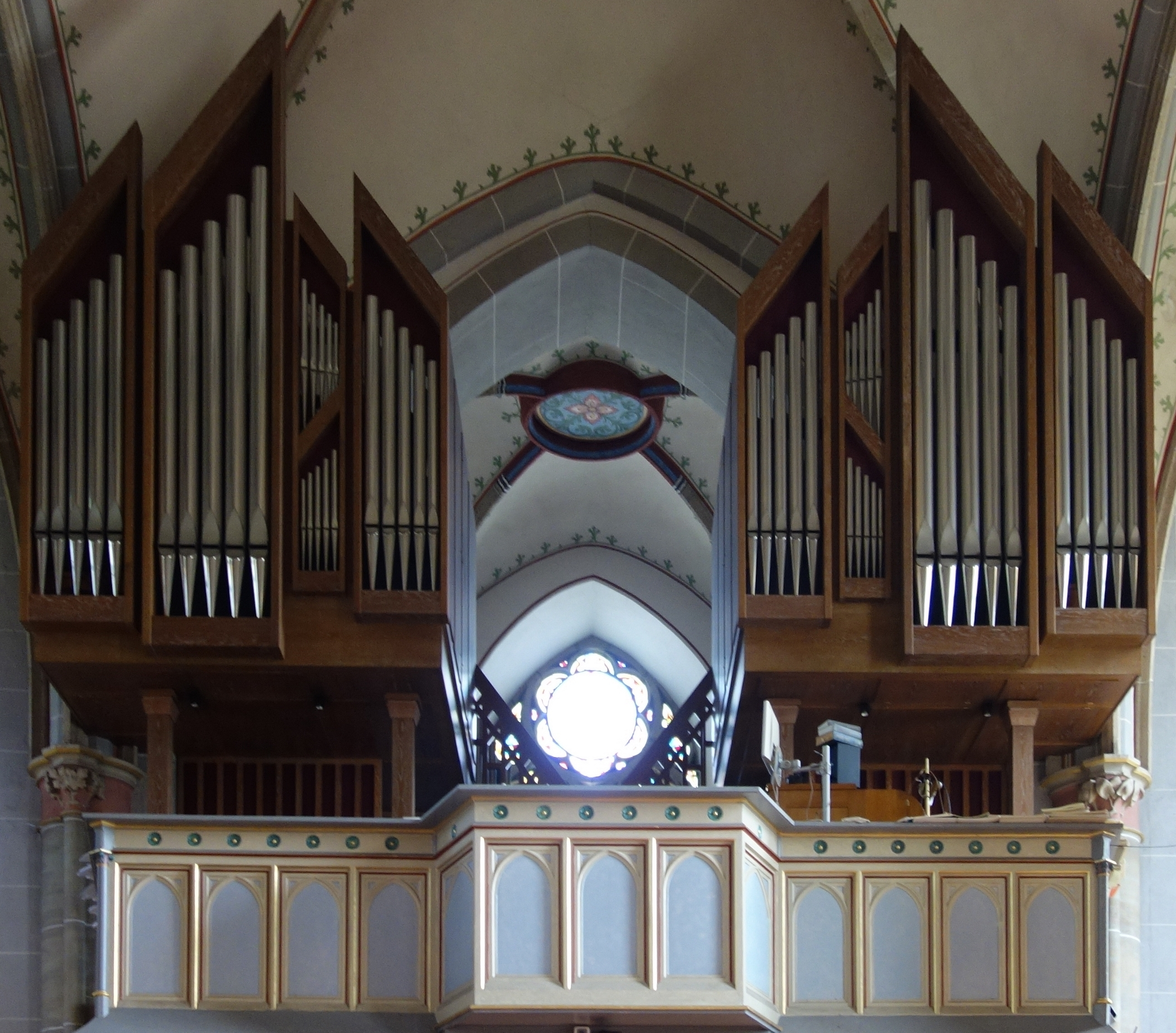
Orgel

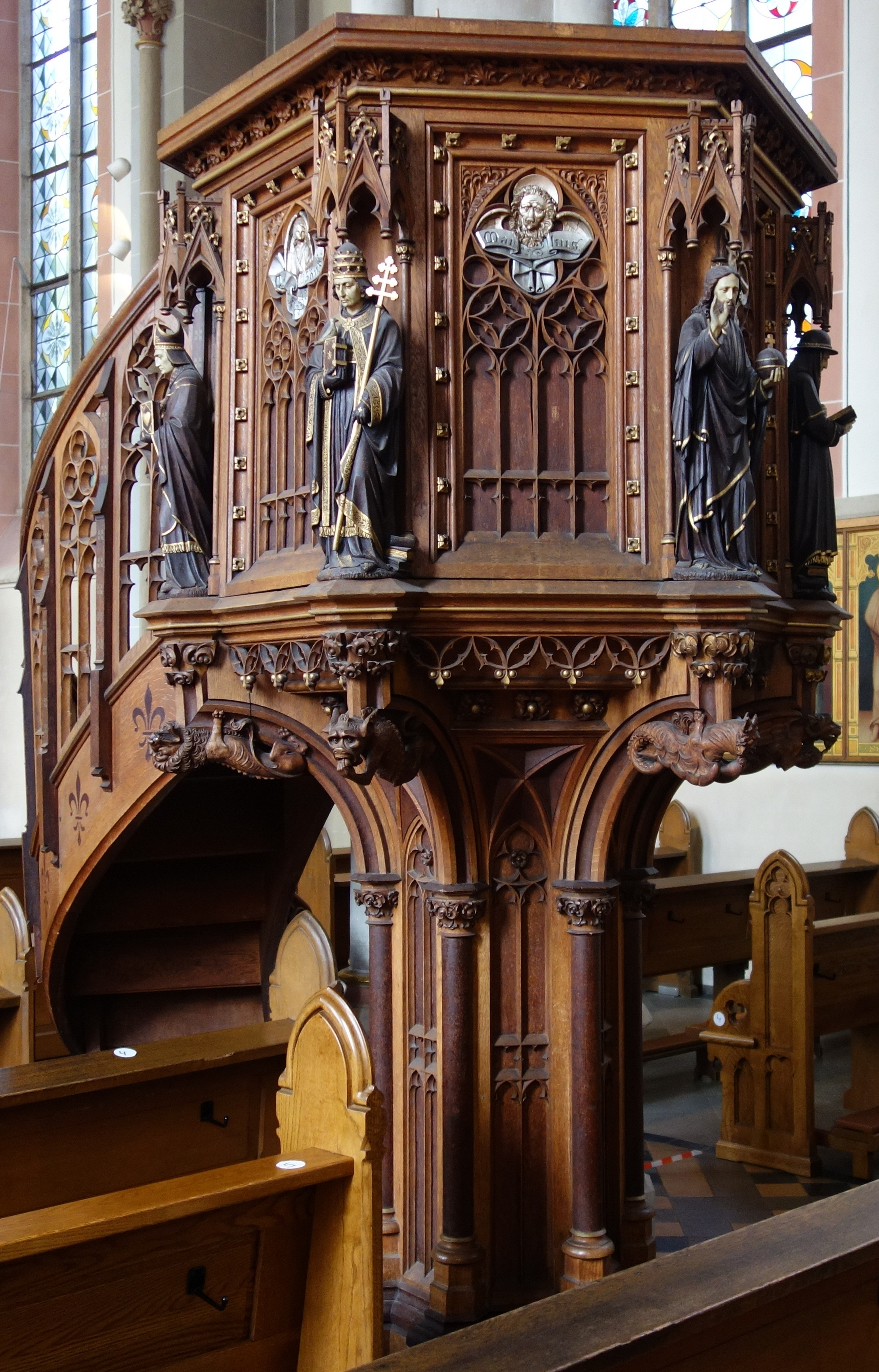
Kanzel

Die römisch-katholische Pfarrkirche St. Aegidius ist ein neugotischer Sakralbau im rechtsrheinischen Kölner Stadtteil Wahn. Sie gehört zum Dekanat Köln-Porz im Erzbistum Köln.

## Geschichte
Eine erste Kapelle in Wahn wurde 1358 erwähnt.
Als Nachfolgebau einer etwa 200 Jahre zuvor errichteten und mehrmals umgebauten Kirche entstand zwischen 1893 und 1895 an gleicher Stelle eine dreischiffige Backstein-Hallenkirche mit Vierkantturm in neugotischem Stil, unterstützt durch den damaligen Majoratsherr Kuno Freiherr von Eltz-Rübenach.
Beim Abriss des alten Kirchengebäudes wurden Reste einer Kapelle aus dem 11. Jahrhundert freigelegt.
Die Konsekration der neuen Kirche nahm der Mülheimer Dechant Caumanns am Pfingstmontag des Jahres 1895 vor. Am 7. Juni 1896 holte der Kölner Weihbischof Schmitz die bischöfliche Weihe nach.
Eine bauliche Besonderheit stellt die ungewöhnliche Ausrichtung der Kirche dar. Während in der Regel Chor und Altarraum der meisten Kirchen nach Osten weisen, wurde St. Aegidius in Nord-Süd-Richtung gebaut. Grund dafür war, dass ansonsten der Eingang nur über viele Stufen erreichbar gewesen wäre.
1954 wurde die Kirche erstmals nach dem Zweiten Weltkrieg umfassend restauriert, wobei unter anderem Wandbilder überstrichen wurden. Erneuert wurden auch die kriegszerstörten Seitenfenster.
1996 erhielt die Kirche eine neue Orgel, die von der Orgelbaufirma Schulte installiert wurde. Hierbei wurden zahlreiche Teile der Vorgängerorgel verwendet.

## Ausstattung
Im Kircheninneren ist die Originalausstattung im Wesentlichen erhalten geblieben. Das zwischen 1990 und 1992 erneuerte Kreuzrippengewölbe ist mit floralen Motiven ausgemalt. Im Turm-Vorraum der Kirche befindet sich ein barockes Epitaph aus schwarzem Marmor, das aus der Zeit zwischen 1656 und 1685 stammt.
Zur weiteren überwiegend neugotischen Ausstattung gehören unter anderem ein Hochaltar, zwei Seitenaltäre, eine Schutzmantelmadonna, eine Kanzel, ein Kreuzweg, eine Pietà in der Marienkapelle und ein Taufstein.
Im äußeren Bereich der Kirche befand sich der ehemalige Friedhof, von dem einige Grabkreuze, die zum Teil aus der Barockzeit stammen, noch erhalten sind. Ein Gedenkkreuz an der Außenmauer erinnert an die verstorbenen Pfarrer von St. Aegidius.

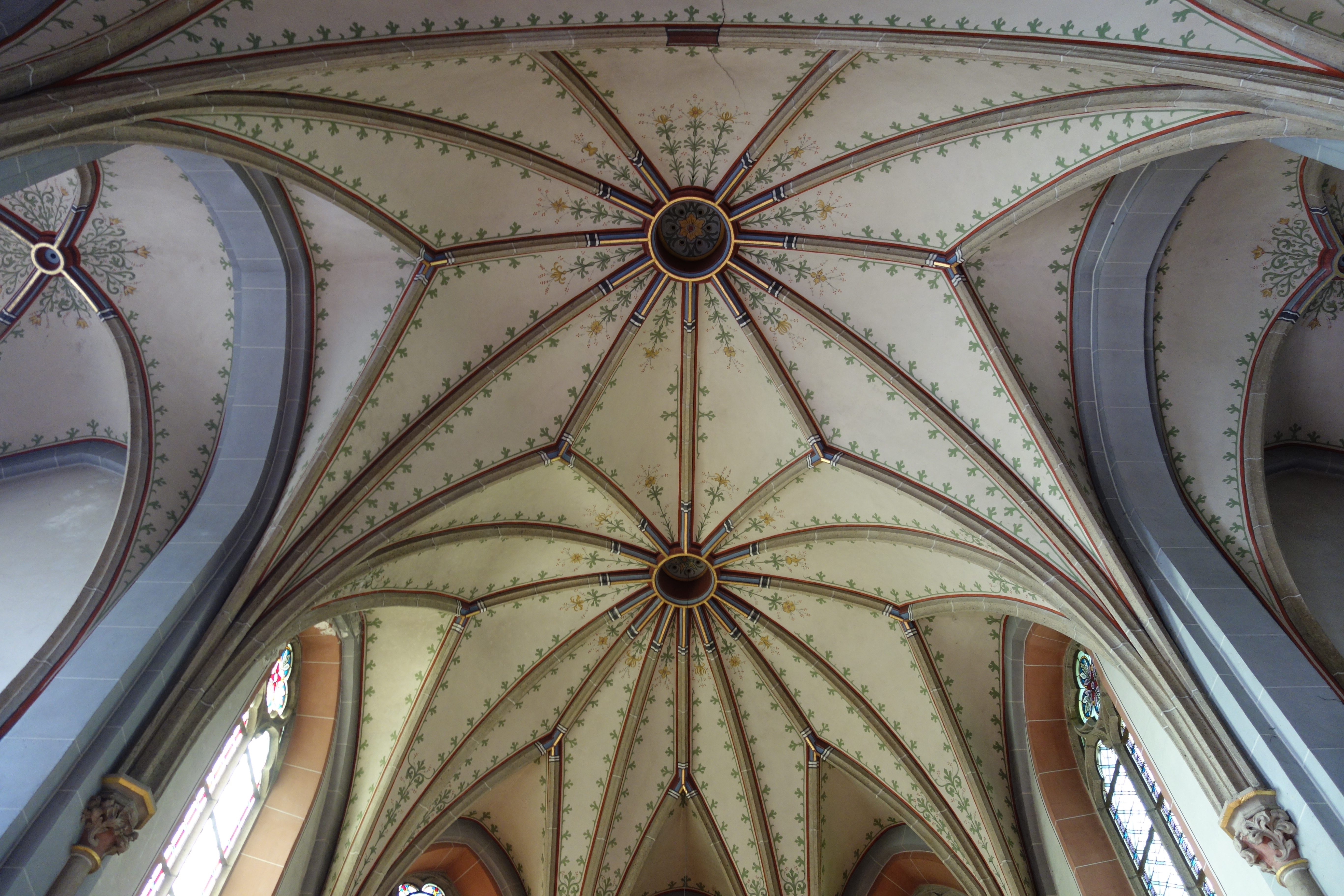
Kreuzrippengewölbe
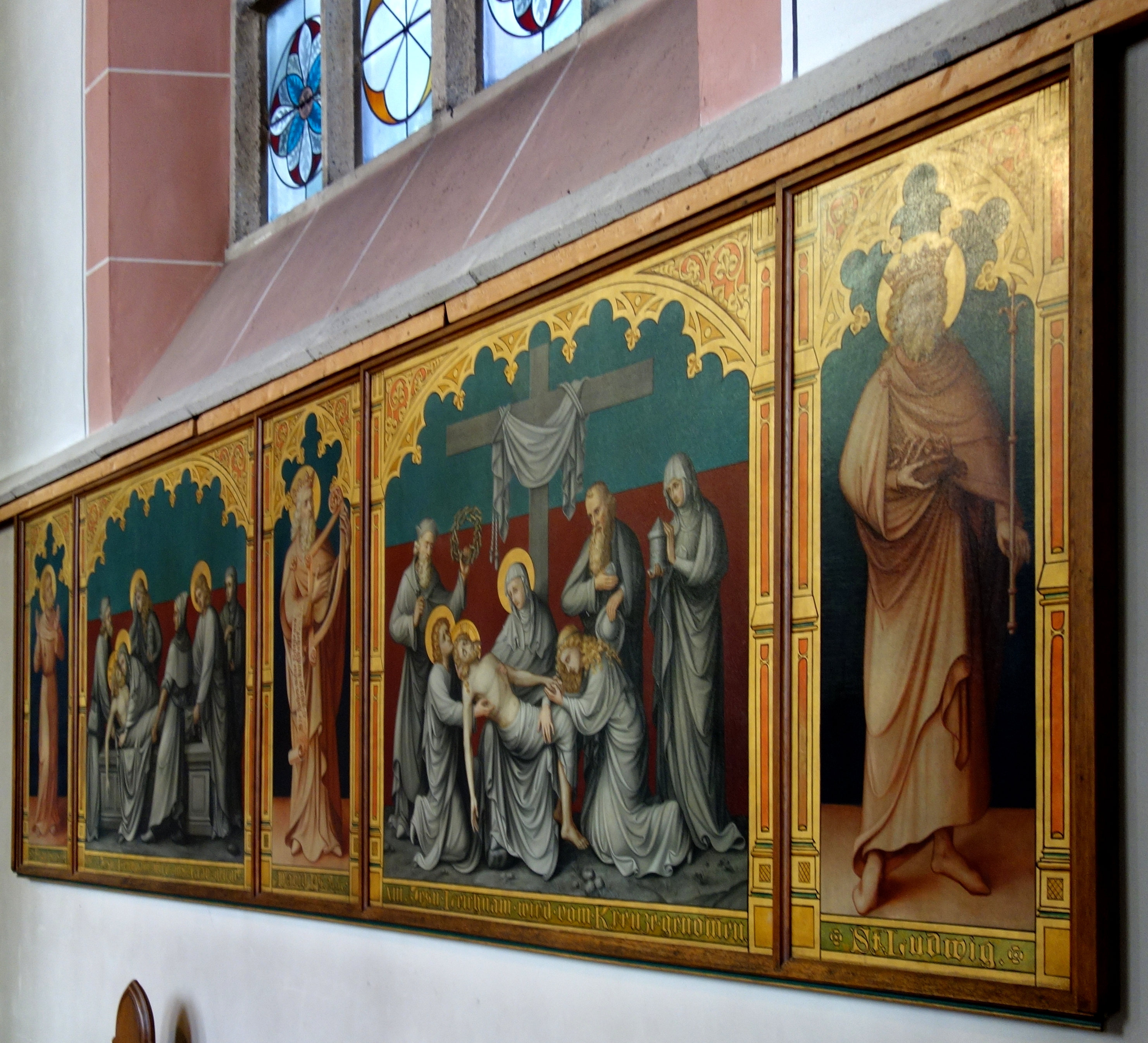
Teil des Kreuzwegs
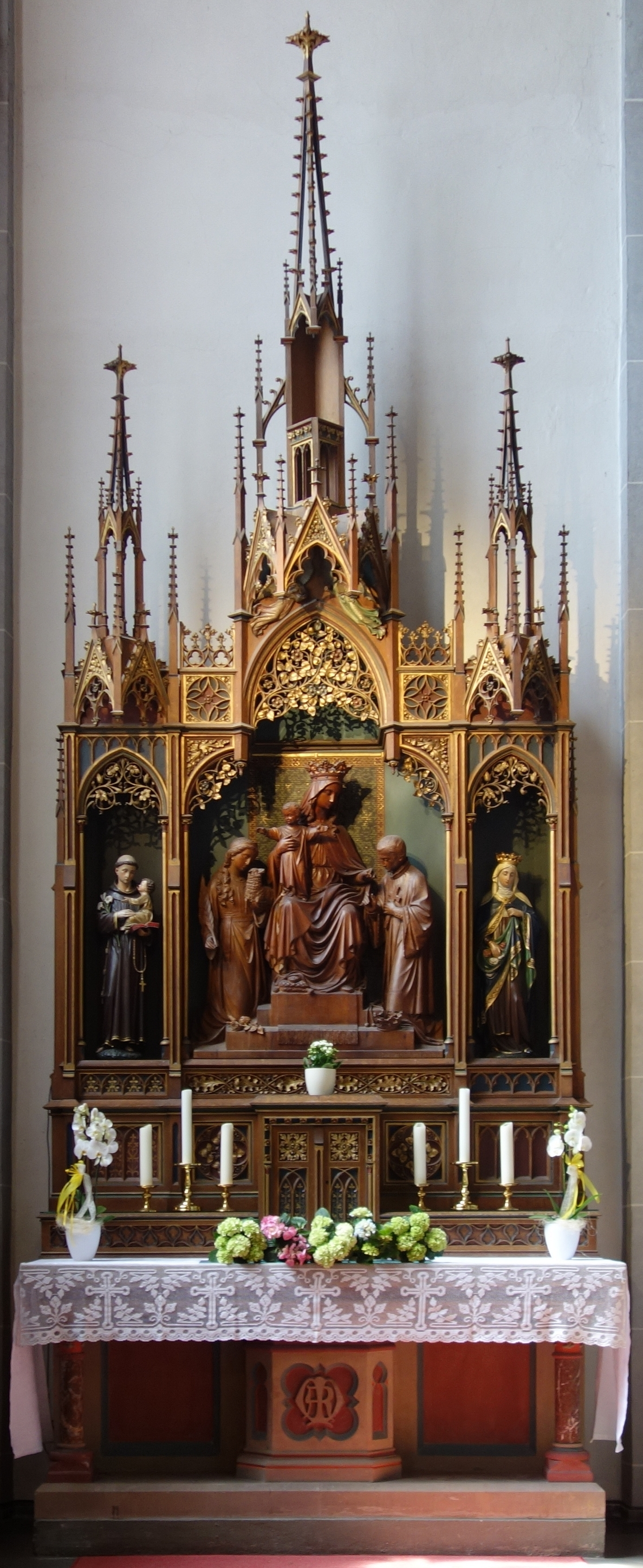
Linker Seitenaltar
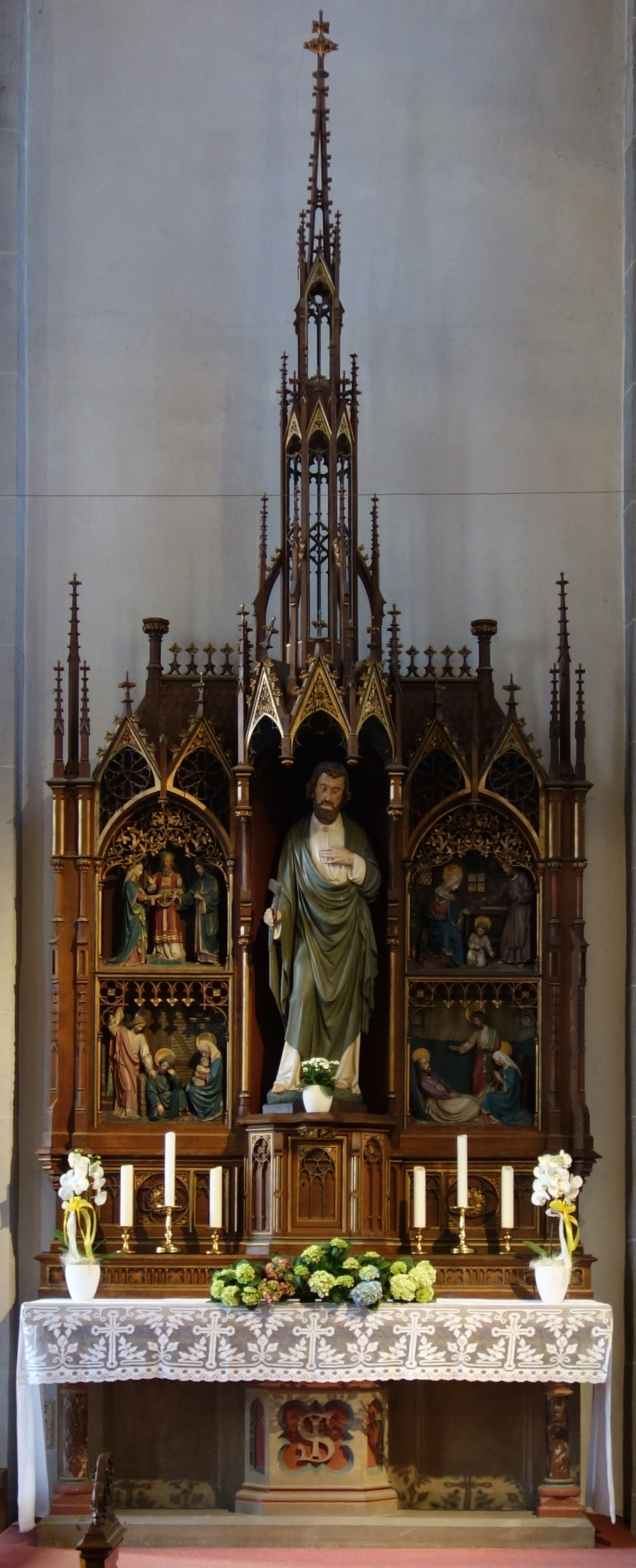
Rechter Seitenaltar
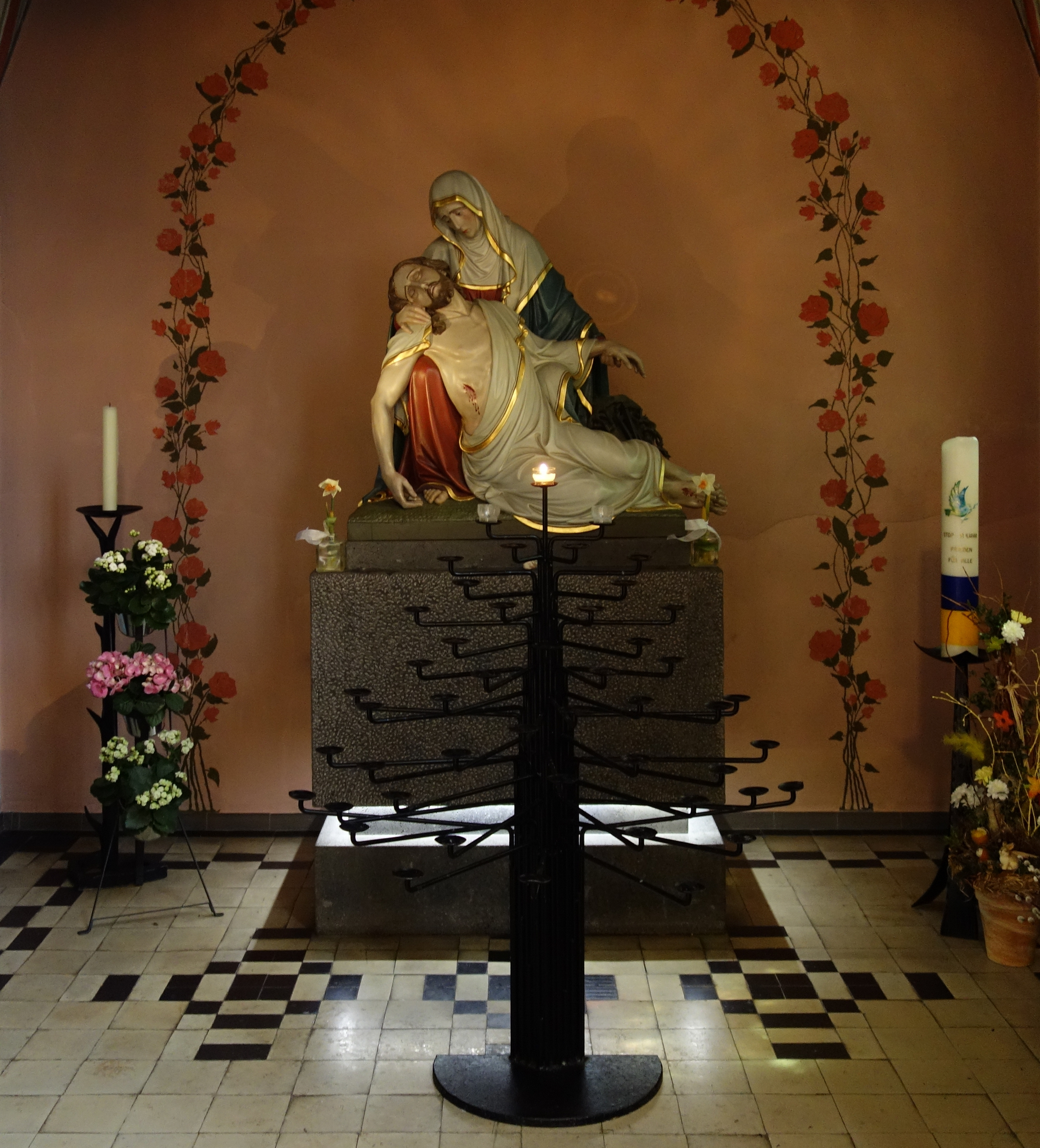
Pietà in der Marienkapelle
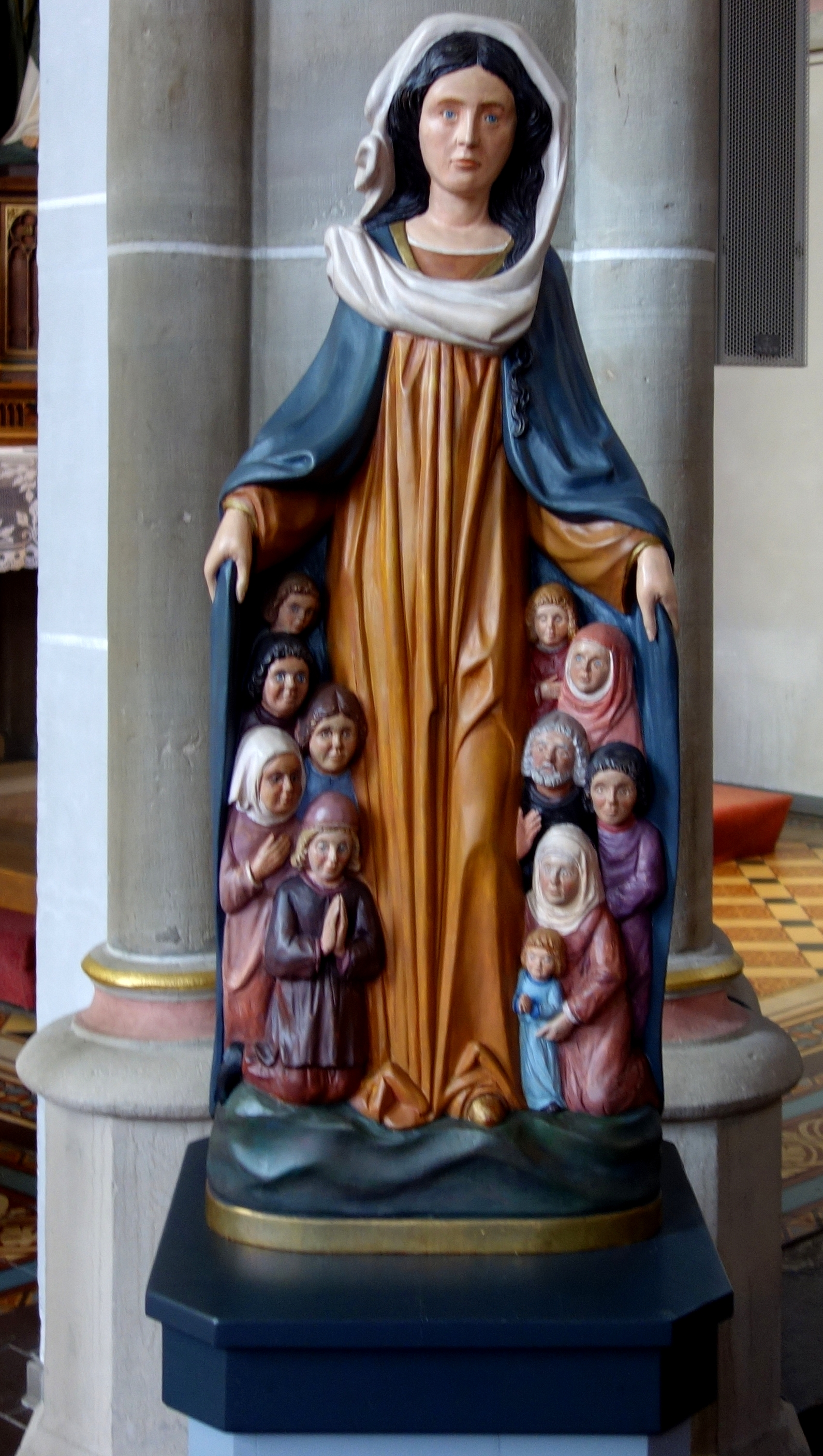
Schutzmantelmadonna
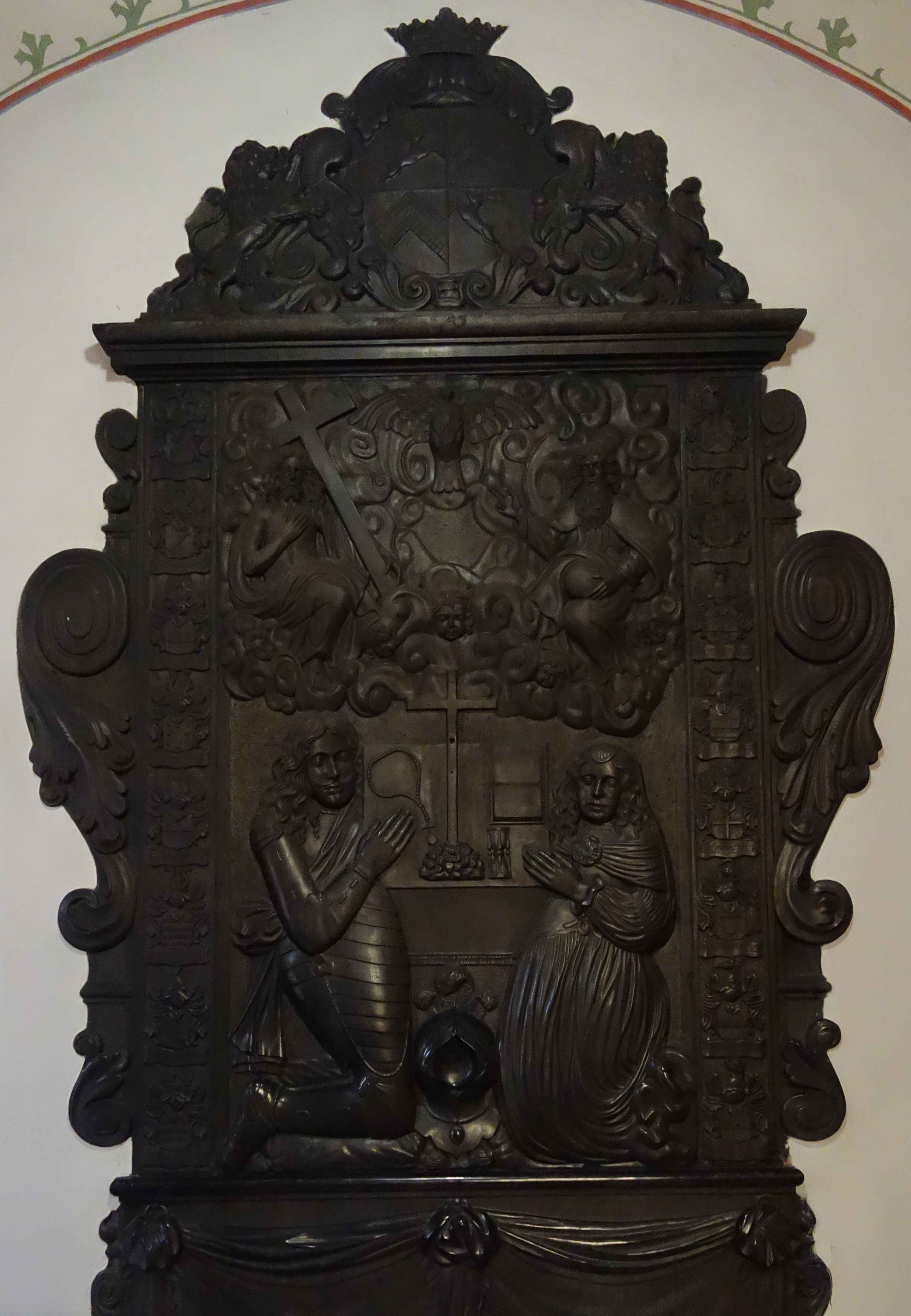
Marmor-Epitaph
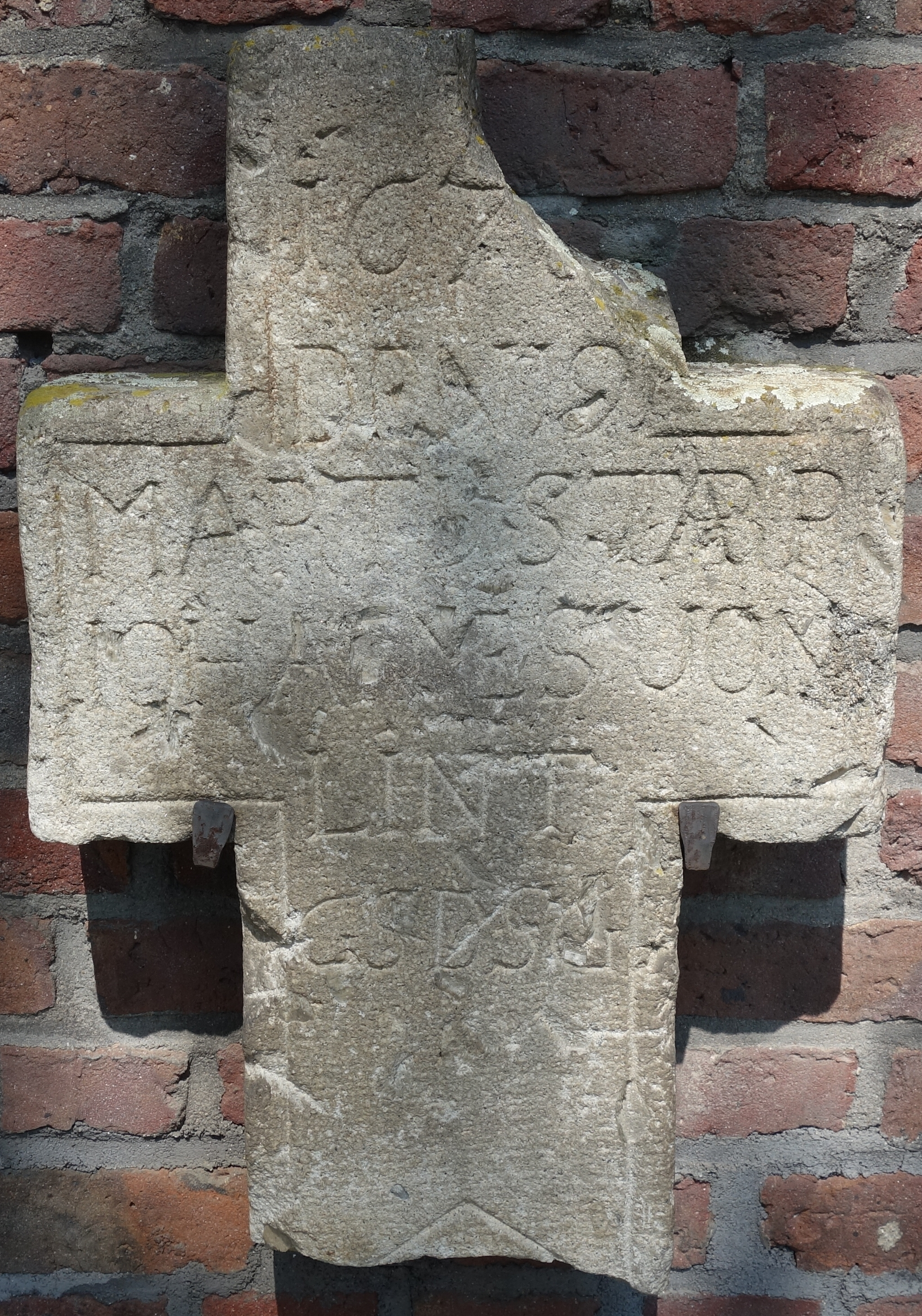
Grabkreuz (1670)
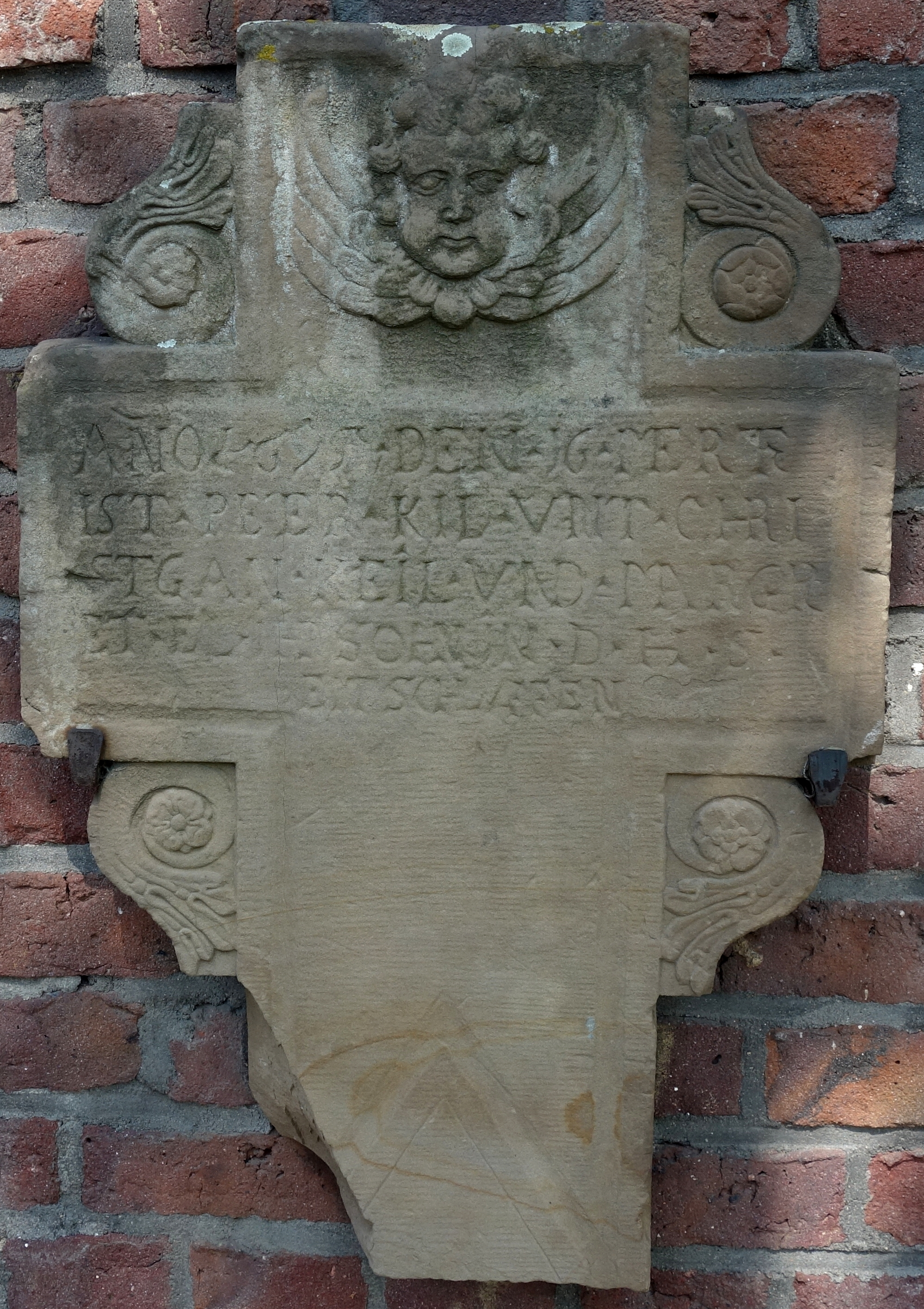
Grabkreuz (1675)
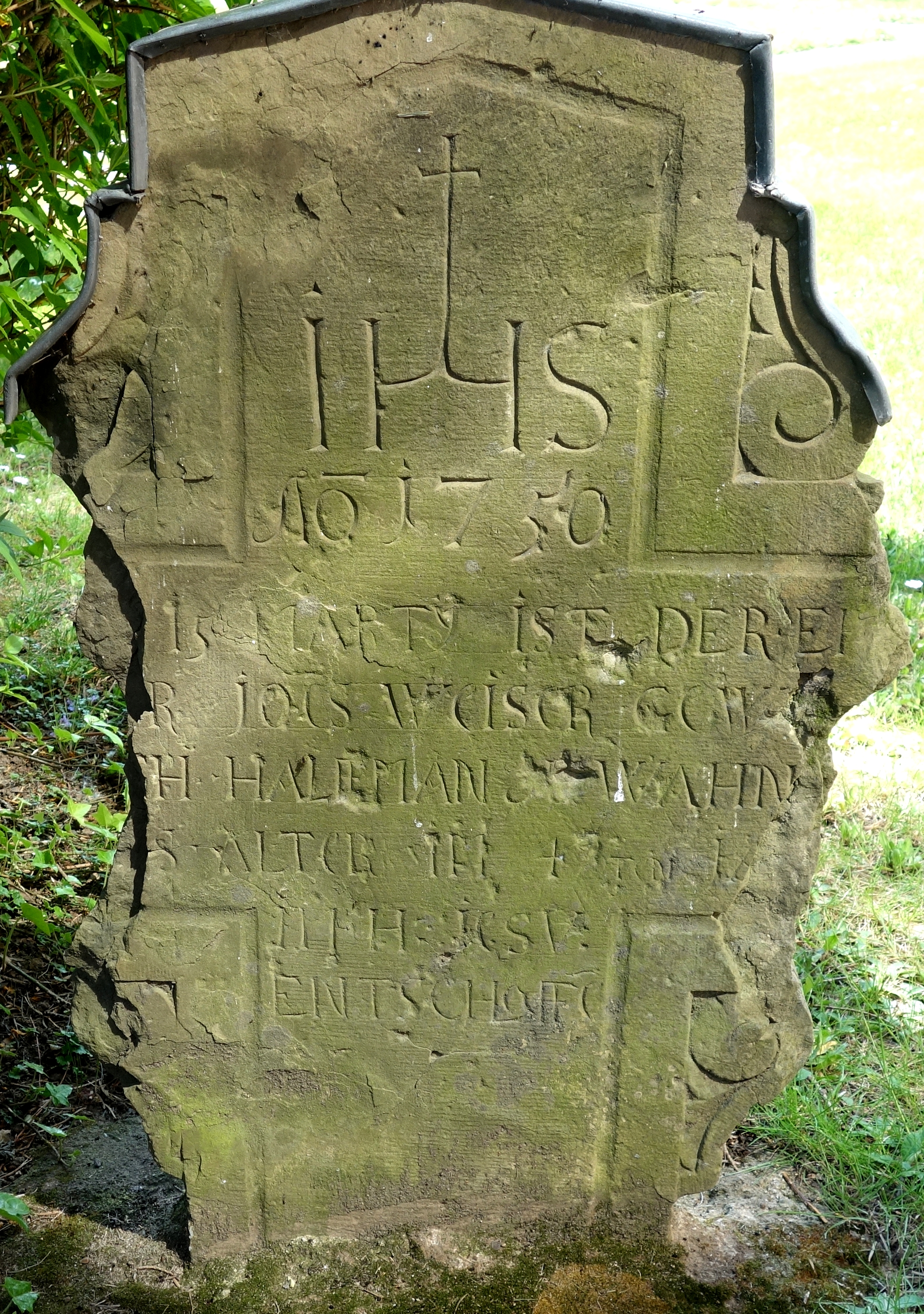
Grabkreuz (1750)
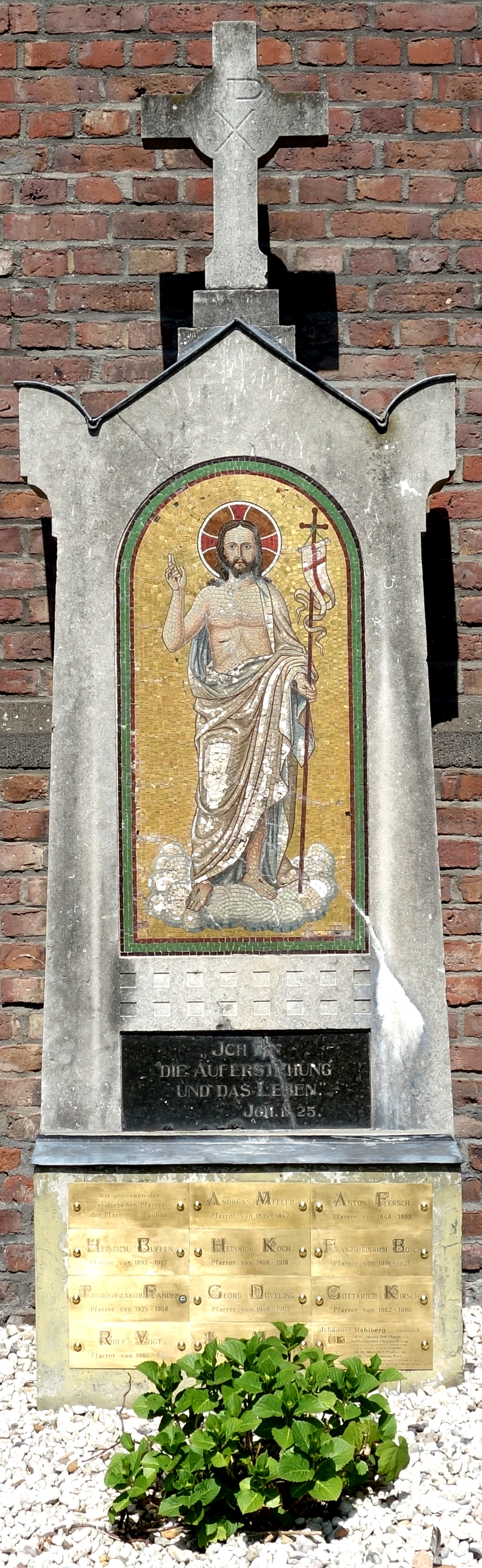
Pfarrer-Gedenkkreuz
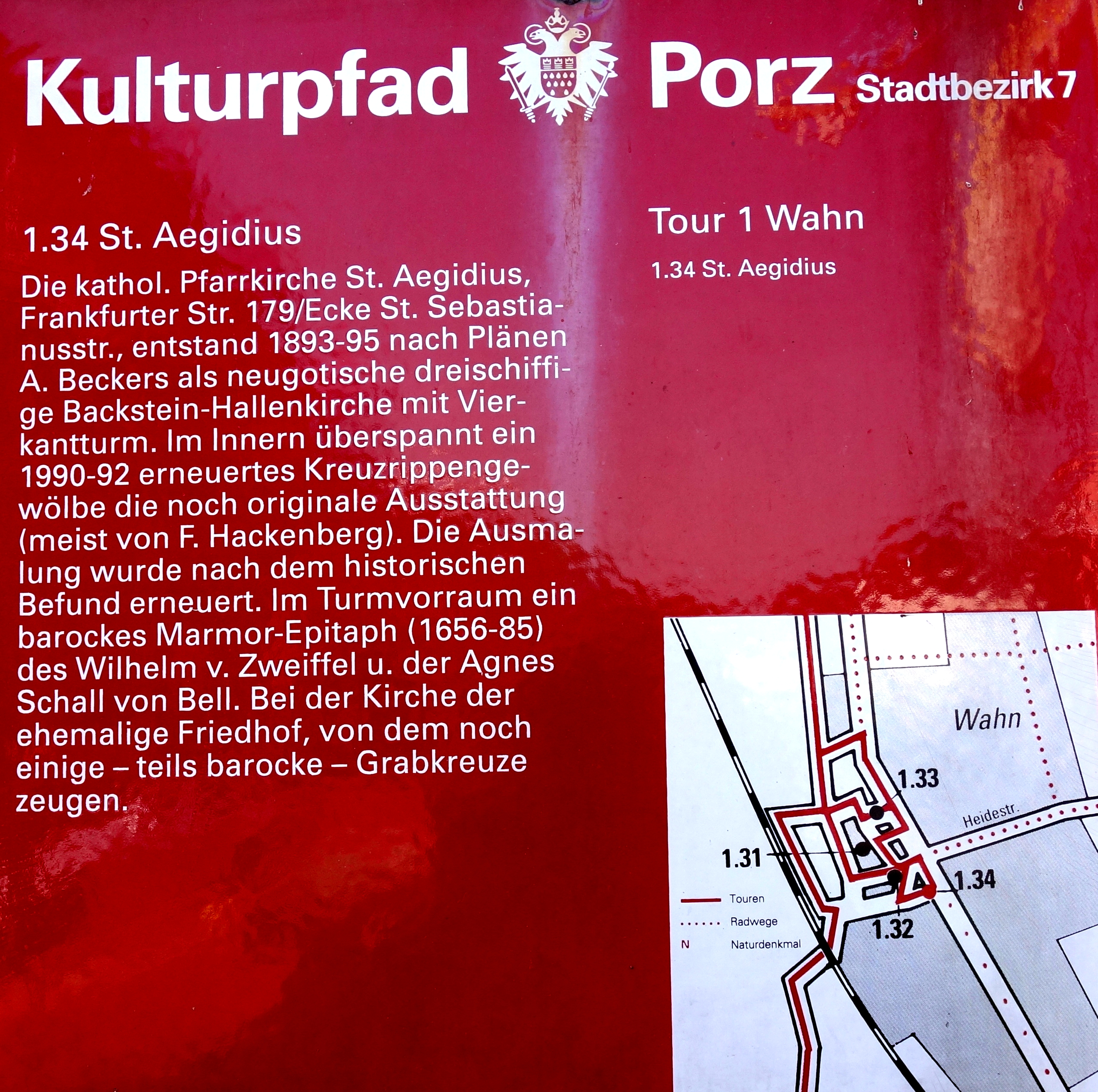
Informationstafel

## Kirchenfenster
Von den Bleiglasfenstern stammen zwei von dem Kölner Künstler Hans L. Palm aus dem Jahre 1991. Das Fenster auf der Orgelempore zeigt eine Taube als Symbol für den Heiligen Geist. Im Maßwerk sind Fragmente der alten im Zweiten Weltkrieg zerstörten Verglasung integriert. Im Fenster der ehemaligen Sakristei, jetzt Marienkapelle, ist eine Schutzmantelmadonna über dem Ort Wahn dargestellt. Außerdem zeigt das Fenster unter anderem auch verschiedene Wahner Motive und Gebäude, wie zum Beispiel die Pfarrkirchen St. Aegidius und St. Margaretha, die alte Kaplanei und das Wahner Schloss.
Die übrigen Fenster sind Werke unbekannter Künstler aus verschiedenen Epochen. Die Ornamentfenster im Seitenschiff von 1960 enthalten im Maßwerk ebenfalls Fragmente der ursprünglichen Verglasung. Das Fenster im Eingangsbereich von 1895 zeigt einen Engel mit dem Schriftband: Hier ist das Haus Gottes und das Zelt des Allerhöchsten. Im Kapellen-Fenster von 1920 sind der Erzengel Michael im Kampf mit dem Drachen sowie die heilige Barbara dargestellt. Im Hintergrund sind als Kriegergedächtnis kämpfende Soldaten zu sehen.
Die Fenster im Chor stellen Ornamente dar. Zwei von ihnen stammen aus der Zeit um 1900. Die übrigen drei Fenster von 1893 enthalten Medaillons mit Darstellungen des heiligen Aegidius, der heiligen Maria und des heiligen Johannes unter dem Kreuz mit der heiligen Maria Magdalena zu Jesu Füßen sowie des heiligen Sebastian.

## Denkmalschutz
Die Pfarrkirche St. Aegidius wurde am 9. Februar 1983 unter der Nummer 1321 in die Liste der Baudenkmäler im Kölner Stadtteil Wahn eingetragen.